# Bomberman Wars
Bomberman Wars (ボンバーマンウォーズ, Bonbāman Wōzu) est un jeu vidéo de la série Bomberman développé par Metro Corporation et édité par Hudson Soft en 1998 sur Sega Saturn, et PlayStation. Le titre est uniquement sorti au Japon le 16 avril 1998.
Bomberman Wars explore son système de jeu avec du tour par tour, s'inspirant de la série Shining Force. Il contient deux modes de jeux de base. Le premier mode est le mode scénario, où les joueurs incarnent le roi Bomberman et évoluent via les niveaux du jeu pour combattre les forces du Dark Bomber. De nouveaux personnages dotés de compétences et de pouvoirs supplémentaires, se joignent aux joueurs en progressant dans le jeu. Le second mode est le mode « Battle » où deux joueurs s'affrontent ou bien un joueur contre un adversaire géré par l'ordinateur. Bomberman Wars comprend 25 niveaux avec un système de 5 étapes pour chaque niveau. Il existe également des niveaux cachés ou spéciaux. Les niveaux sont réalisés en trois dimensions et comportent des objets propres à la série, tels que des bombes ou encore des bonus permettant de gagner en vitesse de déplacement.